# Venola
Il Vénola è un torrente dell'Appennino bolognese e affluente di sinistra del fiume Reno.

## Percorso
Nasce nei pressi di Tolè, frazione del comune di Vergato, alle pendici del Monte Croce (808 m). Segue poi un percorso abbastanza regolare e rettilineo in direzione est, che lo porta a confluire nel Reno presso la località Pian di Venola (frazione del comune di Marzabotto) non lontano dal capoluogo stesso. Dalla sponda opposta del Reno vicino alla confluenza col Venola, vi è un accesso al Parco regionale storico di Monte Sole.
La valle del Venola, compresa tra quelle del rio Groara (a sud) e del Rio del Piantone (che passa per Marzabotto, a nord), appartiene ai comuni di Marzabotto, Valsamoggia e Vergato; essa è molto ampia ed è costeggiata da un'importante strada provinciale bolognese (la n.69 Pian di Venola-Ca' Bortolani) che permette il collegamento tra la strada statale 64 Porrettana e la valle del Panaro, nella provincia di Modena.

## Regime idrico
Il regime del torrente rimane influenzato dalle precipitazioni tanto che, massime in estate, il letto resta completamente asciutto alla confluenza col Reno, a differenza del rio Groara o del Rio del Piantone.